# 利特爾羅克鎮區 (伊利諾伊州肯德爾)
利特爾羅克鎮區（英語：Little Rock Township）是位於美國伊利諾伊州肯德爾縣的一個行政鎮區。

## 地方資料
根據2010年美國人口普查的數據，利特爾羅克鎮區的面積為91.80平方千米，當中陸地面積為91.30平方千米，而水域面積為0.50平方千米。當地共有人口13724人，而人口密度為每平方千米149.5人。